# Tempestite

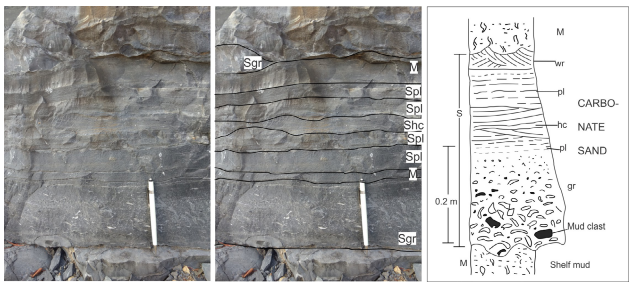
Succession de tempestites d'âge Édiacarien (Paraopeba, Brésil).

Les tempestites sont des structures sédimentaires de tempête. Elles sont étudiées en sédimentologie et en paléotempestologie et sont observées dans une multitude d’environnements sédimentaires, notamment les systèmes deltaïques, les systèmes estuariens, les environnements côtiers, les environnements sous-marins et les environnements lacustres. 

## Formation
Les tempestites se forment le plus souvent dans les deltas dominés par les vagues et préservent, dans les archives sédimentaires, des preuves d'événements et de processus situés en dessous de la zone d'action des vagues de beau temps et au-dessus de la base des vagues de tempête. Elles sont généralement caractérisées par des HCS à base érosive et peuvent se former sous des régimes d'écoulement combinés.
À l’image des turbidites, les tempestites sont des dépôts sédimentaires résultant d’événements soudains, imprévisibles et catastrophiques, caractérisés par des cycles sédimentaires irréguliers et souvent granulométriquement étagés. Cependant, alors que les turbidites résultent de la mobilisation brutale de sédiments sur la marge du plateau continental, souvent déclenchée par un excès de sédiments, des tempêtes ou des séismes, les tempestites sont spécifiquement générées par des tempêtes qui produisent des vagues et des courants affectant les zones de faible profondeur.